# Eutrichota anderssoni
Eutrichota anderssoni är en tvåvingeart som först beskrevs av Willi Hennig 1972.  Eutrichota anderssoni ingår i släktet Eutrichota och familjen blomsterflugor.
Artens utbredningsområde är Sverige. Arten är reproducerande i Sverige. Inga underarter finns listade i Catalogue of Life.